# Kadhdhoo
Kadhdhoo  är en ö i Haddhunmathiatollen i Maldiverna.  Den ligger i administrativa atollen Laamu atoll, i den centrala delen av landet, 255 km söder om huvudstaden Malé. Kadhdhoo består till större delen av flygplatsen Kadhdhoo Airport.  Ön via landbankar förbindelse med öarna Fonadhoo och Gan. Den är officiellt obebodd.